# Grodzisk Mazowiecki

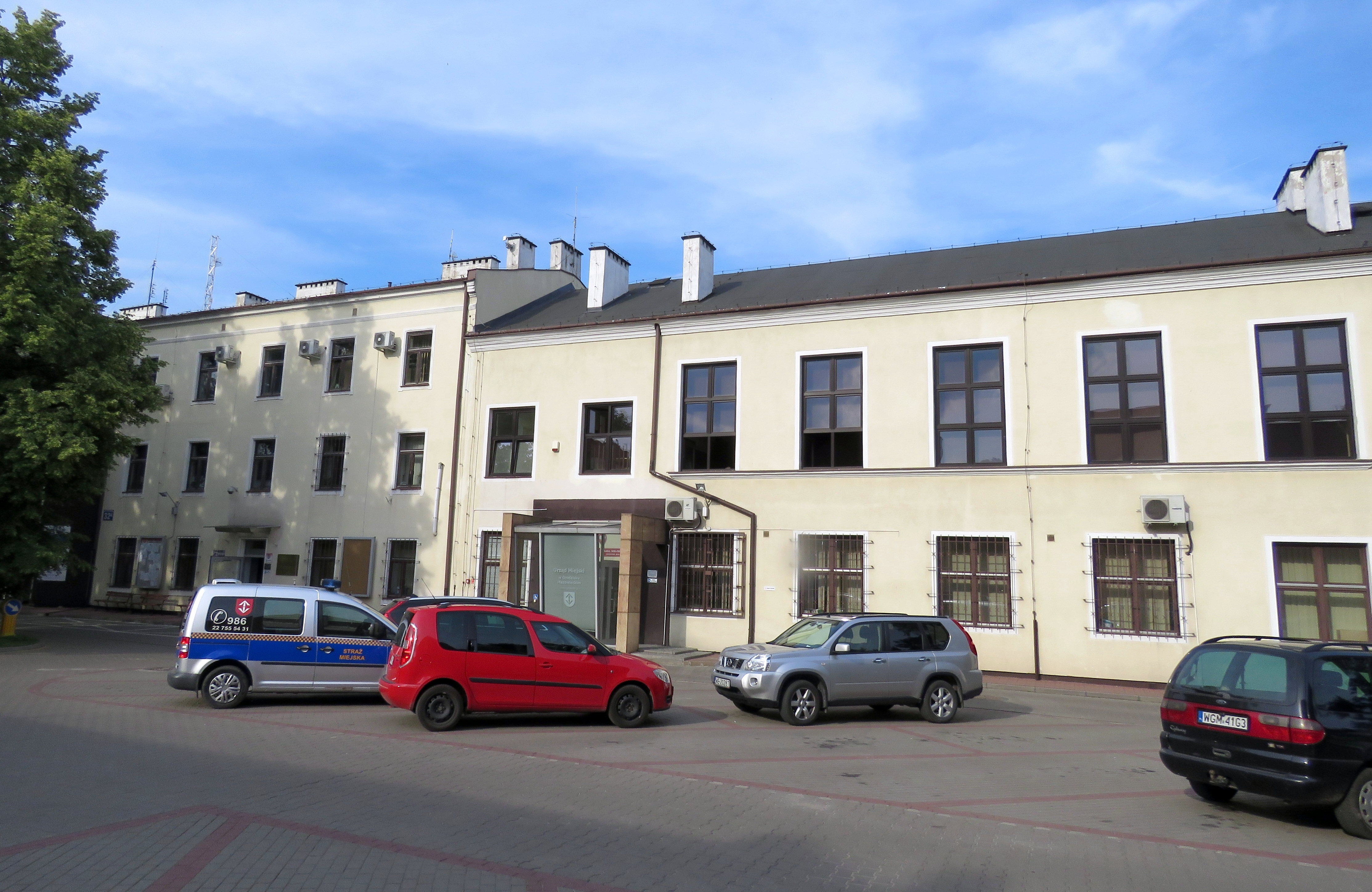
Stadshuset.

Grodzisk Mazowiecki är en stad i Mazowsze nära Warszawa i Polen. Den är belägen i Masoviens vojvodskap. Befolkningen uppmättes år 2006 till 26 881.
Staden ligger 30 kilometer sydväst om Warszawa, och var åren 1975-1999 belägen i Warszawa vojvodskap.